# Senotainia xizangensis
Senotainia xizangensis är en tvåvingeart som först beskrevs av Boris Borisovitsch Rohdendorf 1981.  Senotainia xizangensis ingår i släktet Senotainia och familjen köttflugor. Inga underarter finns listade i Catalogue of Life.